# Estudio transversal
Un estudio transversal (también, estudio de prevalencia o estudio vertical; en inglés cross-sectional study o cross sectional survey) es un estudio estadístico, demográfico y epidemiológico, utilizado en las ciencias sociales y en las ciencias de la salud. Se trata de un tipo de estudio observacional y descriptivo que mide a la vez la prevalencia de la exposición y del efecto en una muestra poblacional en un solo momento temporal; es decir, permite estimar la magnitud y distribución de una enfermedad en un momento dado. Los estudios transversales, frente a los estudios longitudinales, confunden los efectos de edad y de cohorte, pueden no diferenciar si la causa de un cambio está en las diferencias de edad o en las diferencias en el momento del nacimiento.

## Estudios de prevalencia
Los estudios de prevalencia son utilizados frecuentemente y pueden considerarse como:
1. Estudios descriptivos porque el objetivo no es evaluar una hipótesis de trabajo.
2. Estudios observacionales o no experimentales porque no existe manipulación de variables por parte del investigador.
3. Estudio transversal porque no existe continuidad en el eje del tiempo.

El objetivo de un estudio transversal es conocer todos los casos de personas con una cierta afección en un momento dado, sin importar por cuánto tiempo mantendrán esta enfermedad ni tampoco cuándo la adquirieron.

## Técnica de un estudio transversal
1. Selección de una muestra de población de estudio.
2. Medición de la variable predictora (factor de riesgo) y variable resultado (enfermedad).

## Utilidad de los estudios transversales
Los estudios de prevalencia son de uso frecuente en Salud Pública, porque permiten:
1. La descripción de un fenómeno de salud.
2. La identificación de la frecuencia poblacional de un fenómeno de salud.
3. La generación de hipótesis de trabajo o hipótesis explicatorias.

### Ventajas de un estudio transversal
1. Permiten estudiar varias variables resultado como enfermedad y exposición.
2. Buen control de la selección de los sujetos de estudio.
3. Poco tiempo de ejecución del estudio puesto que no hay seguimiento de los individuos y generalmente poco costo económico.
4. Son un buen paso inicial en la elaboración de un estudio de cohorte.
5. Proporcionan estimadores de prevalencia.

### Inconvenientes de un estudio transversal
1. Imposibilidad de determinar si la exposición precede a la enfermedad, es decir, imposibilidad para establecer direccionalidad de asociaciones.
2. La información de la exposición es muy vulnerable a errores de medición, especialmente si es recogida retrospectivamente. Existe ambigüedad temporal si se recogen exposiciones actuales.
3. Imposibilidad de distinguir entre factores de riesgo y factores pronósticos porque los investigadores conocen cuántos individuos han pasado la enfermedad.
4. Posible sesgo de supervivencia: Los casos observados pueden tener una mayor supervivencia, puesto que los fallecidos no suelen entrar en el estudio.
5. No es eficaz para estudiar enfermedades raras, letales o de corta supervivencia.
6. Imposibilidad de identificar relaciones causales entre los factores estudiados, puesto que mide simultáneamente efecto (variable dependiente) y exposición (variable independiente).

## Estudio transversal frente a estudio longitudinal
En los estudios longitudinales se repiten las medidas de las variables de un grupo en un período extendido de tiempo o en diferentes ocasiones. El factor es  tiempo y la influencia de su evolución en los hechos. 
Los estudios longitudinales, frente a los transversales, diferencian los efectos de edad y de cohorte.